# Antonio Blanco
Antonio Blanco (ur. ?, zm. ?) – argentyński piłkarz, grający podczas kariery na pozycji napastnika.

## Kariera klubowa
Antonio Blanco podczas piłkarskiej kariery w latach 1913–1926 występował w Rosario Central. Z Rosario dwukrotnie wygrał lokalną Liga Rosarina de Fútbol w 1916 i 1917.

## Kariera reprezentacyjna
W reprezentacji Argentyny Blanco występował w latach 1916–1919. W reprezentacji zadebiutował 15 sierpnia 1916 w wygranym 2-1 meczu z Urugwajem, którego stawką było Copa Lipton. W 1917 wystąpił w Mistrzostwach Ameryki Południowej.
Na turnieju w Montevideo wystąpił w dwóch meczach z Brazylią(bramka w 80 min.) i Chile. Ostatni raz w reprezentacji Reyes wystąpił 29 września 1918 w wygranym 2-0 meczu z Urugwajem, którego stawką było Copa Newton. W 35 min. meczu ustalił wynik meczu. Ogółem w barwach albicelestes wystąpił w 7 meczach, w których strzelił 2 bramki.
| Mecze i gole w reprezentacji | Mecze i gole w reprezentacji | Mecze i gole w reprezentacji | Mecze i gole w reprezentacji | Mecze i gole w reprezentacji | Mecze i gole w reprezentacji | Mecze i gole w reprezentacji |
| #                            | Data                         | Miasto                       | Przeciwnik                   | Gol                          | Wynik                        | Rozgrywki                    |
| ---------------------------- | ---------------------------- | ---------------------------- | ---------------------------- | ---------------------------- | ---------------------------- | ---------------------------- |
| 1.                           | 15.08.1916                   | Montevideo                   | Urugwaj                      |                              | 3:1                          | Copa Lipton                  |
| 2.                           | 03.10.1917                   | Montevideo                   | Brazylia                     | Gol                          | 4:2                          | Copa América                 |
| 3.                           | 06.10.1917                   | Montevideo                   | Chile                        |                              | 1:0                          | Copa América                 |
| 4.                           | 21.10.1917                   | Avellaneda                   | Chile                        |                              | 1:1                          | towarzyski                   |
| 5.                           | 25.08.1918                   | Buenos Aires                 | Urugwaj                      |                              | 2:1                          | Gran Premio                  |
| 6.                           | 20.09.1918                   | Montevideo                   | Urugwaj                      |                              | 1:1                          | Copa Lipton                  |
| 7.                           | 29.09.1918                   | Buenos Aires                 | Urugwaj                      | Gol                          | 2:0                          | Copa Newton                  |